# アウトバーン

アウトバーンを表す標識

アウトバーン（ドイツ語: Autobahn）は、ドイツ・オーストリア・スイスの自動車高速道路。
本項では、特に記述のない限り、主にドイツのアウトバーンについて記述する。速度無制限道路として有名であるが、無制限区域は全区域ではなく、制限のある区域も存在する（後述）。

アウトバーンの路線図

「アウトバーン」を逐語訳すると「自動車の走る道」である。「アウト」は（英語の「オート」に相当する）自動車を意味し、「バーン」は人や馬も歩くような道ではない「専用路」といったニュアンスを持つ。
ドイツの道路交通法 (StVO) では、日本の高速自動車国道に相当し、日本の自動車専用道路に相当するのは、クラフトファールシュトラーセ(Kraftfahrstraße) である。通称としてシュネルシュトラーセ(Schnellstraße) とも呼ばれ、こちらは「高速」の語感に近い。法定最高速度はなく、推奨速度は130 km/hが表示されているが、混雑区間や合流分岐付近あるいは急坂区間には制限速度が設定され、概ね100 km/hから130 km/hである。路線番号は東西方向が偶数、南北方向が奇数に割り振られている。ドイツの法定最高速度ルールはいたって簡単で、アウトバーン以外では街の始まりを示す標識から終わりを示す標識の間の市街地は50 km/h、住宅街・学校近辺には30 km/h規制標識も点在し、それ以外は100 km/hである。
総延長は、およそ13,000 km、連邦道路（Bundesstraße）はおよそ40,000 km。両者を合わせて連邦遠距離道路（Bundesfernstraße）と呼ぶ。
スイス、フランス、オーストリア、オランダ、チェコ、スロバキア、デンマーク、ポーランドなど隣り合う各国の高速道路と密接に接続されている。オーストリア、スイス、チェコ、スロバキアではヴィネット（ビネット、ビニエット）と呼ばれる通行料金の支払いを示したステッカーシールをフロントガラスに貼る。ヴィネットは国境のサービスエリアや当該国のガソリンスタンドで購入できる。ヴィネットを貼っていない場合は通行料金と罰金を警察に徴収される。フランスの高速道路・オートルートやイタリアの高速道路・アウトストラーダは有料となっている区間が多く、国境を越えると本線上に料金所が現れる。オランダ、ベルギー、ルクセンブルクの高速道路は無料であるため、国境を示すEUの標識があるのみである。デンマークの高速道路は無料だが海底トンネルは有料である。

## 歴史

### ヴァイマル共和政

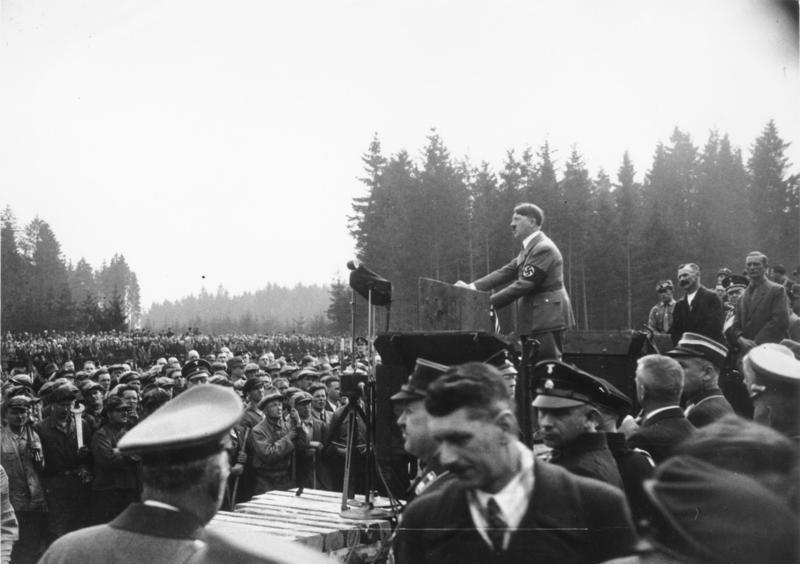
アウトバーン起工式で演説するヒトラー

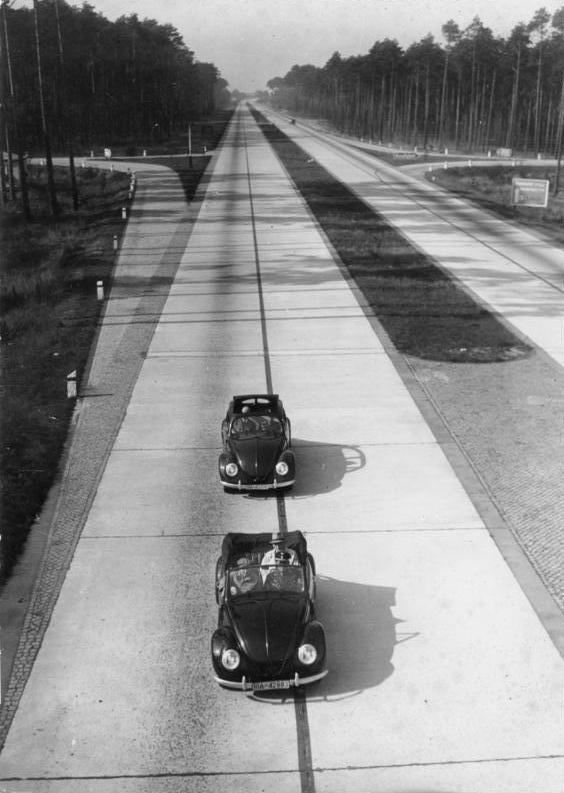
第二次大戦期のアウトバーンを走行する2台のKdFワーゲン(後のフォルクスワーゲン)。KdFは小型車ながらアウトバーンを100 km/h連続巡航可能に設計され、1938年から戦時中にかけて少数が先行して限定製造された。短いスパンで打設されたコンクリート舗装が観察できる。1943年撮影

アウトバーンのような自動車専用道路の構想はドイツ帝国時代やヴァイマル共和政時代にも行われていた。1913年から1921年にはベルリン郊外にアヴス (Automobil-Verkehrs- und Übungsstraße) と呼ばれる専用道路が作成され、1928年から1932年には、ハフラバ（ドイツ語: HaFraBa）（ハンザ同盟都市＝フランクフルト＝バーゼル間自動車高速道路建設協会）によってケルン＝ボン間の道路が完成した。「アウトバーン」の名称は1929年にこの団体が作成したものである。しかしアヴスは9 km、ケルン＝ボン間は35 kmにすぎなかった。これは当時の自動車の普及度がかんばしくなかったこと、当時の政治家が鉄道網や既存の道路網拡張で十分であると考えていたことが原因であった。

### 世界恐慌以降
アウトバーン着工や病院建設などの公共事業は経済政策の一環であった。1929年に起こった世界恐慌の影響を受け、ドイツの深刻な不況で少なくとも600万人が失業に苦しむ中、1932年から1933年での選挙キャンペーンで、ナチ党のアドルフ・ヒトラーは国民に職とパンを与えることを約束した。ヒトラーの目的は
- ドイツの失業率を下げる
- ヴェルサイユ条約を実質上破棄し、再軍備をすることで雇用を創出する
- ドイツのアウタルキー（国家レベルでの経済的自給自足）の標榜

であり、その経済政策の責任者はドイツ帝国銀行総裁のヒャルマル・シャハトであった。失業救済法の実施に伴って国家労働奉仕団（Reichsarbeitsdienst, RAD) を設立し、1935年以降は18から25歳までの全てのドイツ男子に対し、軍事訓練や労働研修、植林、畑仕事など、6か月間の各種労働奉仕活動を義務付けた。1936年にはヘルマン・ゲーリングが総裁となり、4年計画を打ち出した。
1933年、首相となったヒトラーは、「休日には低所得者層が自動車に乗ってピクニックに出られる」暮らしが必要であると唱え、2月11日に国際自動車オートバイショー (Internationale Automobil- und Motorradausstellung) の会場でモータリゼーションと自動車道路網の構築を約束した。この後にハフラバの会長ヴィリー・ホーフが「ヨーロッパ横断道路計画」を、ザーガー・ヴェルナー社のフリッツ・トートが「ミュンヘン＝キーム湖間」の道路計画を提出した。ホーフの計画はヴァイマル時代にすでに提出されていたが、4月6日にホーフと会談したヒトラーはその計画をドイツ全体を覆う高速道路計画とするべきとし、計画の練り直しを命じた。5月1日に行われた「国民労働記念日」の式典で、ヒトラーは全長7,000 kmにおよぶ「帝国アウトバーン」(Reichsautobahnen) の計画を発表し、6月27日には「帝国アウトバーン会社の設立に関する法律」(Gesetz über die Errichtung eines Unternehmens „Reichsautobahnen“) が発布された。6月30日にはドイツ国有鉄道の子会社として帝国アウトバーン会社 (de:Reichsautobahn) が設立され、トートが「ドイツ道路総監」(Generalinspektor für das deutsche Straßenwesen) に就任した。トートは一介の技術者であったが、ヒトラーに提出した設計図が気に入られ、この後も要職につくことになる。9月23日にはヒトラー臨席の鍬入れ式が行われ、アウトバーン建設が始まった。11月30日には道路総監が総統直属の最高官庁であると定められた。
この工事の特徴として、あえて機械化比率を抑制し人力施工部分を多くすることで、雇用を創出して失業対策効果を狙った点が挙げられる。現場では、使用を避けられない場合に限って重機の使用が許されたが、そのような場合でも、まずは建設総監であるトートの承認を得なければならなかった。この人力施行方針の結果、現場では極めて過酷な肉体労働環境が生じることとなった。負傷や病気による労働者の欠勤が発生し、労働者の間で不満が高まった。現場によっては労働者たちがストライキを起こす事態に発展した。
1936年と1937年のドイツ経済の着実な改善に伴い、アウトバーン建設事業から、より良い労働条件と高い賃金を提供する他の産業部門へと、多くの労働者が流出した。この状況を打開するため、総監トートはアウトバーン建設のために捕虜や民間人囚人を大量に投入することを要求した。帝国労働省（Reichsarbeitsministerium）と外務省（Auswärtiges Amt）はこれを承認し、直ちに許可した。建設に参加した労働者は1933年末には1,000人以下であったが、1937年には10万1,000人、1938年には12万人に達した。この他に、アウトバーンと連結する国道と地方道改良のために、直接間接に10万人が雇用された。
第二次世界大戦の開戦までに3,860 kmが完成していたが、量産直前まで至っていた「国民車」フォルクスワーゲンの構想は開戦によって頓挫してしまい、一般国民の私有するフォルクスワーゲンが走ることは一度もなかった。1943年8月には自転車の乗り入れが許可された。大戦中は連合軍の空襲を避けるためにトンネルや近くの森の中に航空機を隠し、滑走路代わりとして利用した。連合国による激しい爆撃によって多くの部分が破壊されたが、戦後西ドイツ地域の区間は早急に修復が行われた。
1950年代に西ドイツ政府は構築プログラムを再開し、新区間の建設および既存区間の改良に多額の投資を行って、隣接各国とも連携した高速道路ネットワーク構築を推進した。
一方で、東ドイツおよびポーランド区間は各政府の経済的な問題で修復が進まなかった。1980年代には西ドイツ国内ですべての世帯から10 km以内のアクセスを提供する計画が進められていたが、ドイツ再統一後には予算を東側にシフトし建設が行われた。

## 制限速度
速度無制限区間といわれる区間と速度制限区間がある。速度無制限区間といっても、乗用車においてはトレーラーやキャンピングトレーラーなどを牽引している車両には制限速度が設定されており、その制限速度以上で走ることができない。大型トラックは80 km/h、バスは条件にもよるが多くの場合100 km/hが制限速度になっている。日本と同様に速度違反自動取締装置（カメラ）が設置されているところもある。速度無制限区間における推奨巡航速度は130 km/hとされている。
近年は速度制限区間が多くなっており、連邦道路研究所の2017年の報告書によると、2015年のアウトバーン路線の70.4%は推奨速度のみが存在し、6.2%は天候や交通状況による一時的な速度制限が行われており、23.4%は恒久的な速度制限があると報告されている。ブランデンブルク州の2006年の測定では、アウトバーンの6車線区間の自由流時の平均速度は142 km/hであった。速度無制限区間であっても、路面の荒れが激しいことや交通量の増大に伴い混雑が激しいこと、すぐに速度制限区間に到達してしまうことなどから、近年の幹線道路においては、交通量の少ない地方の路線を除いて、300 km/hを超えるような超高速走行は難しくなっている。2008年にはブレーメン市が120 km/hの制限速度を導入。市内全域で制限を行う自治体は初めてであった。

## 料金
無料を前提として設計されており、料金徴収所を設置することが困難なため、有料化は見送られ、自動車燃料や自動車保有への税金で建設と維持が行われていた。しかし、東西冷戦の終結やEUによるヨーロッパ経済の統合により、ヨーロッパの中間に位置する東西交通の要として重要な存在であり、各国からの交通量の増加に加え、周辺の環境対策や道路の整備維持など莫大な費用がかさんでおり、これらをドイツにおける税収で賄うことは適当でないとして、外国からの利用が多い大型トラックを対象に、有料化が図られている。その他の車種については賛否両論があり、当面は無料が継続されると思われる。
こうして、1995年1月より、12トン以上の大型トラックについて有料となった。当初は利用券（ヴィネット）方式であったが、2005年1月から距離課金方式に変更された。本線上にETC受信装置を設置し、80 km/hで走行しているトラックの車上装置と赤外線で通信を行い、GPSによって通った路線料金を計算して納めるシステムである。本線受信装置からホストコンピュータへはドイツテレコムの携帯電話通信網が使われる。ゲートを高速で通過するため当初は誤作動が多く、システムを請け負ったシーメンス社は違約金をドイツ政府に支払った。
国外業者のトラックに対しては車上装置設置の義務がないため、車上装置を持たない国外業者は、通るルートの通行券をサービスエリアに備えられたチケットマシンで購入するシステムになっている。
2014年7月7日に外国人ドライバーより料金を徴収する方針が示され、2016年にも始まる予定であった。欧州委員会より外国人差別の疑いがあるとして有料化方針に対する批判を受けたこともあり、2015年に有料化導入はいったん延期された。

## 設備・設計
高速走行に適したように設計されており、勾配は原則的に4 %以内に抑えられている。また、建設時に航空機の発着を想定したため、舗装の厚みが平均75 cmとアメリカの高速道路に比べて約2倍と厚くなっている（高速道路に掛ける予算もアメリカの約2倍）。
サービスエリアやパーキングエリアなどの施設が整備されており、レストラン・スナック・売店・トイレ・簡易宿泊施設・ガソリンスタンド・駐車場が合体したラストホーフと、給油だけのタンクシュテレ、トイレが設置された駐車場（PとWCの表示）、トイレなしの駐車場のみの施設（Pだけの表示）などと機能別に分かれている。

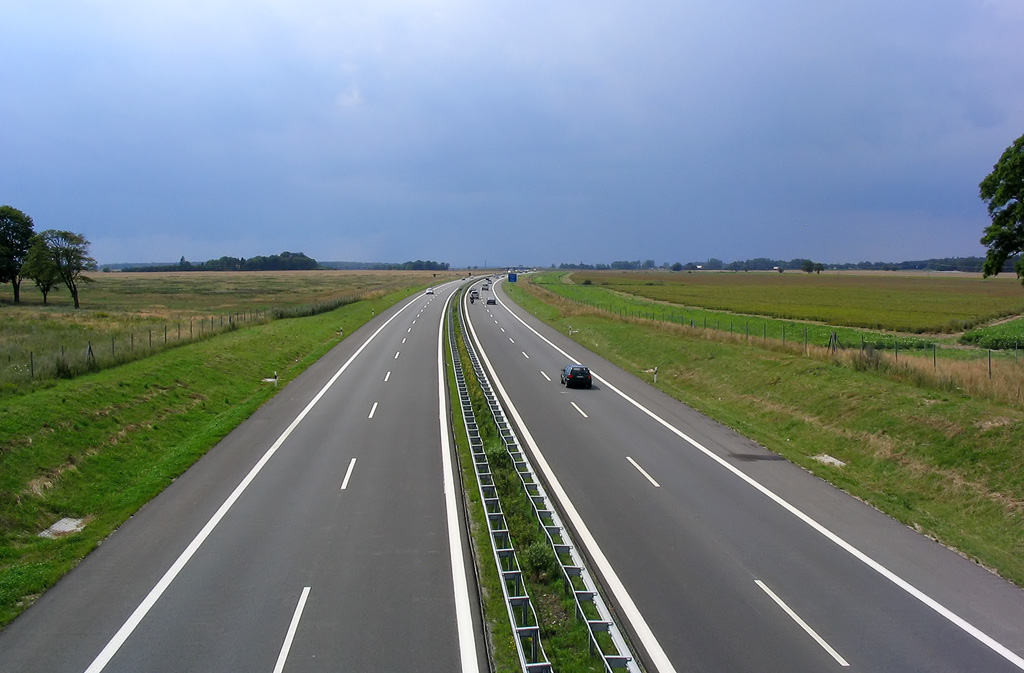
A20
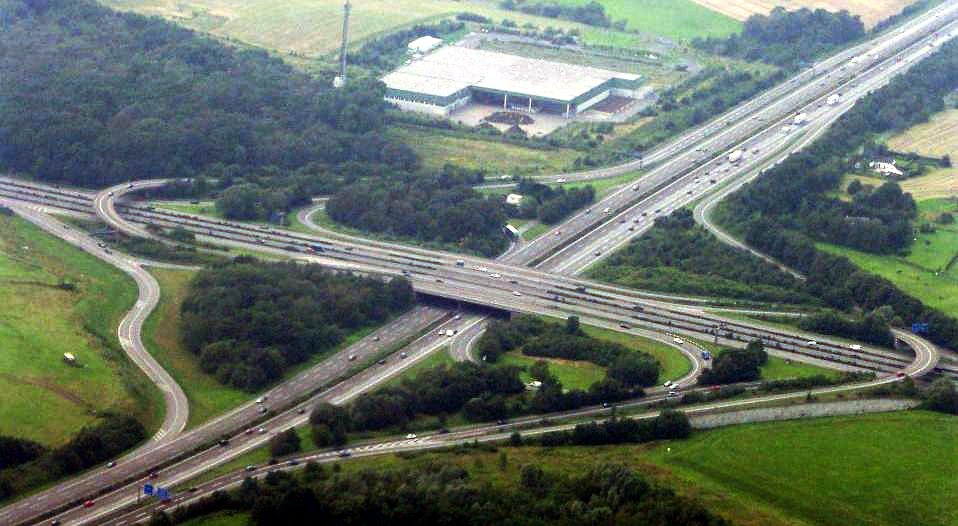
アウトバーンの立体交差
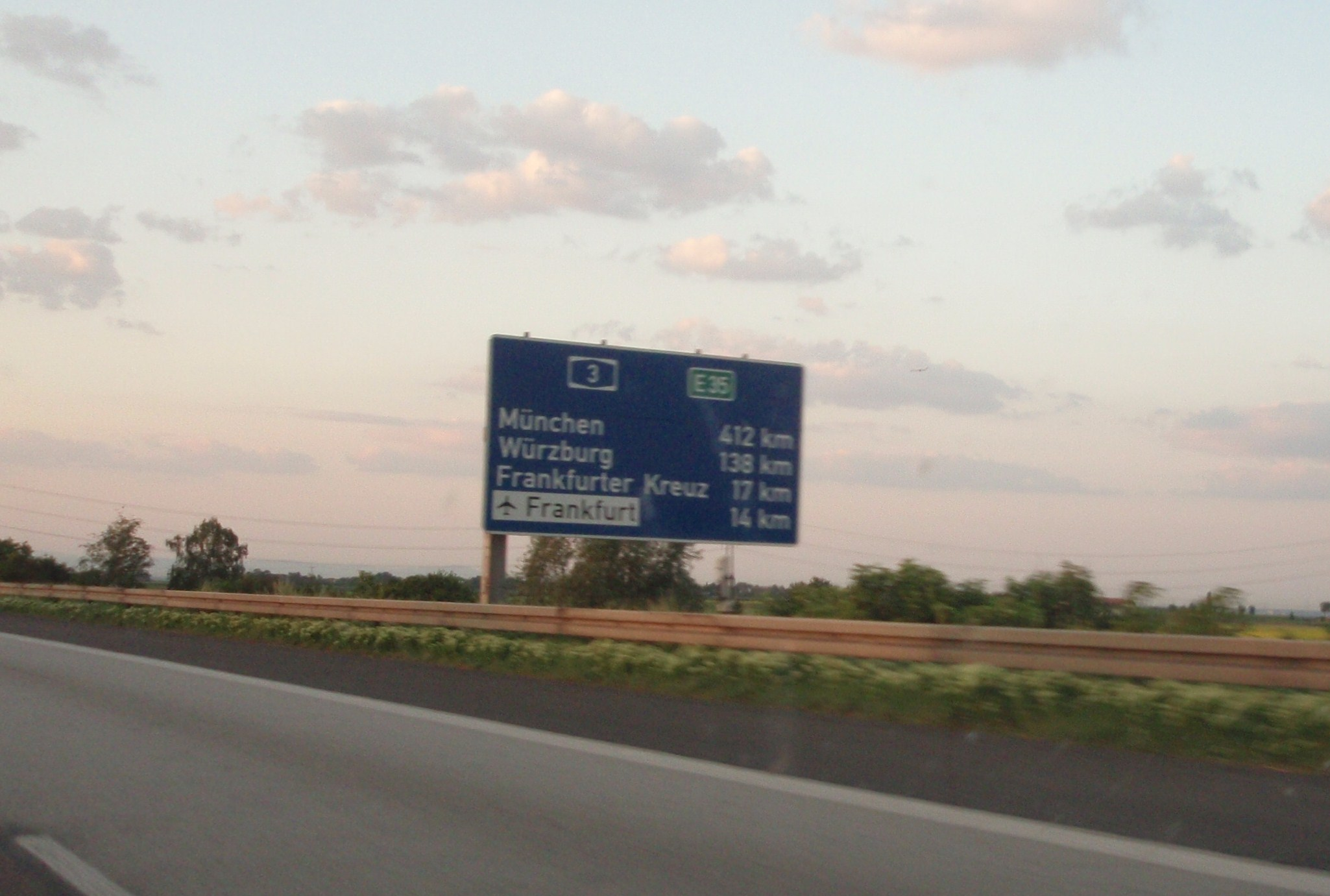
アウトバーンの距離標識
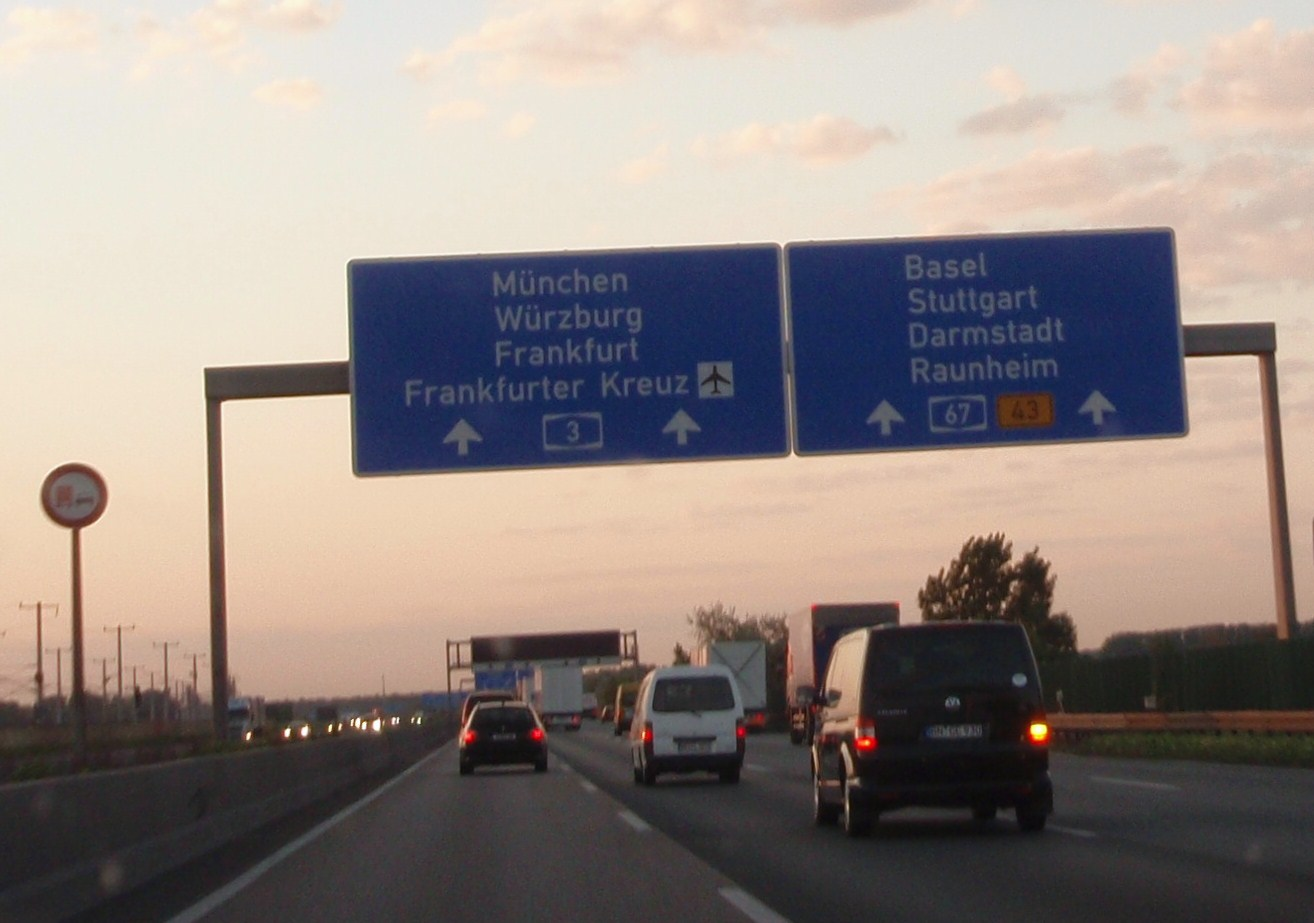
アウトバーンの方向案内標識

## その他
戦前から戦後にかけての日本における弾丸道路計画は、アウトバーンに刺激されたものであるといわれる。

## アウトバーンをテーマにした作品
- 『アウトバーンコップ』 (Alarm für Cobra 11 - Die Autobahnpolizei) 
1996年3月から、RTLテレビが放映しているドイツのテレビドラマ。その名の通り、アウトバーンを舞台に、ドイツ警察高速警察隊の活躍を描く。爆破・銃撃戦・カーチェイスと、多重事故など派手なアクションシーンが展開される。このドラマの撮影のために、一部の路線で通行止めが行われたりする。
日本でも、日活がビデオ・DVD化。他のシリーズも他社からビデオ、DVDが発売されている。
2008年4月4日から、プライムウェーブが『アラーム・フォー・コブラ11』というタイトルでDVDリリースしている。
- 『アウトバーン』 (Autobahn)
クラフトワークの4枚目のアルバム。表題曲を収録。